# Andrija Živković
Andrija Živković (Kirin Serbia: Андрија Живковић, phát âm [ǎndrija ʒǐːʋkoʋitɕ] ; sinh ngày 11 tháng 7 năm 1996) là một cầu thủ bóng đá chuyên nghiệp người Serbia thi đấu ở vị trí tiền vệ cánh cho câu lạc bộ PAOK tại giải vô địch quốc gia Hy Lạp và đội tuyển quốc gia Serbia.